# براونسبورگ-شاتام، کبک
براونسبورگ-شاتام (به فرانسوی: Brownsburg-Chatham) شهرکی در منطقه شهری ارژانتوی ناحیه لورانتید در استان کبک کانادا است. در سرشماری سال ۲۰۱۱ این شهرک ۷٬۲۱۶ نفر جمعیت داشته‌است و مساحت آن ۲۴۹٫۳۱ کیلومتر مربع است.